# Serhiy Fesenko
Pour les articles homonymes, voir Fesenko.
Serhiy Leonidovytch Fesenko  (en ukrainien : Сергій Леонідович Фесенко), né le 29 janvier 1959 à Kryvyï Rih (RSS d'Ukraine), est un nageur soviétique, spécialiste des courses de papillon et de quatre nages.

## Carrière
Serhiy Fesenko remporte de nombreuses médailles internationales entre 1977 et 1983.
Il est champion olympique du 200 mètres papillon et vice-champion olympique du 400 mètres quatre nages aux Jeux olympiques de 1980 à Moscou.
Il est vice-champion du monde du 400 mètres 4 nages aux championnats du monde de natation 1978. Il remporte la médaille d'argent du 200 mètres papillon et la médaille de bronze du 400 mètres 4 nages aux championnats du monde de natation 1982.
Fesenko compte quatre médailles aux championnats d'Europe de natation. Il est double champion d'Europe de 400 mètres quatre nages (1977 et 1981), vice-champion d'Europe de 200 mètres papillon en 1983 et médaillé de bronze en 1981.